# Euroschinus
Euroschinus é um género botânico pertencente à família Anacardiaceae.